# 浜本階生
浜本 階生（はまもと かいせい、1981年12月28日 - ）は、日本のソフトウェアエンジニア、実業家。スマートニュースを鈴木健と共同創業し、同社代表取締役社長共同最高経営責任者を経て、同社最高執行責任者兼チーフエンジニア。

## 人物・経歴
栃木県宇都宮市生まれ。栃木県立宇都宮高等学校を経て、2005年東京工業大学工学部情報工学科卒業。小学生のときファミリーコンピュータの仕組みに興味を持ち、中学・高校時代にプログラミングに熱中した。大学では東京工業大学混声合唱団コールクライネスに所属し指揮者も務めた。
大学で自然言語処理を専攻し、2005年に大学卒業後、アルバイト先のベンチャー企業オープンナレッジに入社。2007年価格.comWEBサービスコンテスト最優秀賞受賞。2009年Yahoo! JAPANインターネットクリエイティブアワード一般の部グランプリ受賞。
2009年にフリーランスエンジニアになり、Rmake取締役を経て、2012年鈴木健とゴクロ（のちのスマートニュース）を共同創業し代表取締役に就任。スマートニュース代表取締役社長共同CEOを経て、2019年スマートニュース取締役COO兼チーフエンジニア。フォーブス日本版の日本の起業家ランキング2019で2位入賞。フォーブス日本版の日本の起業家ランキング2020で1位入賞。

## 共訳書
- C.Michael Pilato, Ben Collins-Sussman, Brian W.Fitzpatrick著『実用Subversion 第2版』オライリー・ジャパン 2009年
- Jon Loeliger著『実用Git』オーム社 2010年